# Raiden (Mortal Kombat)
Raiden (Rayden) – fikcyjna postać, starszy bóg błyskawic, dawniej opiekun Królestwa Ziemi w grach z serii Mortal Kombat.
Plotka głosi, że na pierwszy turniej otrzymał osobiście zaproszenie od Shang Tsunga. Raiden przybrał ludzką postać, aby rywalizować w turnieju. W drugim turnieju powraca, jednak zły z powodu porażek Shao Kahn atakuje Ziemię bez ostrzeżenia. Raiden mobilizuje wtedy siedmiu wojowników Ziemi do walki z najeźdźcą, sam zaś musi uciekać. Zostaje zmuszony do powrotu po pokonaniu Shao Kahna z powodu ataku oddziałów Shinnoka. Jest przedostatnim bogiem z czwartej części (oprócz Fujina, boga wiatru). Musi więc pomóc zakończyć rządy Quan Chi'ego. W Mortal Kombat: Armageddon sprzymierza się z Shao Kahnem.

## Członkowie zespołu Raidena

### Pierwsi
- Sonya Blade
- Kitana
- Liu Kang
- Curtis Stryker
- Sub-Zero
- Jackson "Jax" Briggs
- Nightwolf

### Późniejsi
- Kai
- Fujin
- Kung Lao